# Una vita da mediano
Una vita da mediano è un singolo del cantautore italiano Luciano Ligabue, pubblicato nel 1999 come primo estratto dall'album Miss Mondo.

## Descrizione
Il testo è una metafora calcistica della fatica di vivere, descrivendo la vita come un piacere che deve essere guadagnato con sudore e volontà, difficilmente conquistabile con il solo genio o il talento.
Secondo Ligabue, nel calcio, come nella musica e nella vita, spesso non si nasce con il ruolo predestinato di "stella" o "fuoriclasse", ma con quello di mediano, delicata e logorante posizione di qualità e responsabilità, che richiede di fare gioco di squadra lavorando e faticando nell'ombra per gli altri, i quali, alla fine, si prenderanno gli applausi. Come esempio è citato Gabriele Oriali, calciatore degli anni settanta ed ottanta dell'Inter (squadra di cui Ligabue è un grande tifoso) e della nazionale italiana, celebre interprete di quel ruolo. Lo stesso Ligabue ha affermato di sentirsi allo stesso modo in campo musicale.
Piero Milesi ha arrangiato e diretto le parti orchestrali eseguite dalla London Session Orchestra, registrate agli Abbey Road Studios di Londra da Fabrizio Simoncioni.

## Pubblicazione
Il singolo è stato pubblicato nel solo formato CD nel corso del 1999, al cui interno è presente come b-side il brano Non fai più male, il cui testo narra di una ferita d'amore guarita. La melodia, invece, che comprende anche una chitarra registrata al contrario, si avvicina allo stile di Burt Bacharach. È stato frequentemente trasmesso in radio, raggiungendo la vetta della classifica airplay.
Una vita da mediano è stato inoltre utilizzato come colonna sonora per la presentazione della candidatura di Romano Prodi a Presidente del Consiglio nel 2006.
Nel 2008 Neri Marcorè ne ha realizzato una parodia intitolata Una vita da prodiano.

## Video musicale
Girato da Luca Lucini e prodotto dalla Clip Television, il video inizia in una sala conferenze in cui un gruppo di discografici sta esponendo a Ligabue delle idee per la promozione della canzone. Il cantante però si defila ed esce dagli studi dove lo attende un inverosimile bagno di folla e giornalisti, alla fine del quale si ritrova con gli stessi discografici che aveva lasciato inizialmente. Nella sequenze filmate si riconoscono due dei protagonisti del film di Ligabue Radiofreccia: Roberto Zibetti e Enrico Salimbeni.
Il video è stato successivo inserito negli album video dell'artista Secondo tempo (2008) e Videoclip Collection (2012).

## Tracce
Testi e musiche di Luciano Ligabue.
1. Una vita da mediano – 3:55
2. Non fai più male – 3:51

## Formazione
- Luciano Ligabue – voce, chitarra acustica
- Federico Poggipollini – chitarra elettrica, cori
- Mel Previte – chitarra elettrica
- Antonio Righetti – basso
- Fabrizio Simoncioni – tastiera
- Roberto Pellati – batteria

## Classifiche

### Classifiche settimanali
| Classifica (1999) | Posizione massima |
| ----------------- | ----------------- |
| Italia            | 3                 |

### Classifiche di fine anno
| Classifica (1999) | Posizione |
| ----------------- | --------- |
| Italia            | 32        |